# Alpha Oumar Konaré
Alpha Oumar Konaré GColIH (Kayes, 2 de fevereiro de 1946) é um político e  professor universitário do Mali, foi o presidente do seu país entre 1992 e 2002.
A 27 de Fevereiro de 2002 recebeu o Grande-Colar da Ordem do Infante D. Henrique de Portugal.